# Île Matty
Pour les articles homonymes, voir Matty.
L’île Matty (anglais : Matty Island) est une île de l'archipel arctique canadien, plus précisément entre la péninsule Boothia et l'île du Roi-Guillaume dans le territoire canadien du Nunavut. Elle a une superficie de 477 km2. 